# Tim Tam Slam
Tim Tam Slam (eller Tim Tam sugerør eller Tim Tam Explosion) er en leg med chokoladekiks, der går ud på at lave en australsk chokoladekiks kaldet Tim Tam om til et sugerør ved at bide to modsatte hjørner af kiksen og derefter bruge kiksen som sugerør. Legen stammer fra Australien og har spredt sig derfra. 